# Anais, Charente-Maritime
Anais là một xã trong tỉnh Charente-Maritime tổng La Jarrie trong vùng Nouvelle-Aquitaine, tây nam nước Pháp. Xã Anais, Charente-Maritime nằm ở khu vực có độ cao trung bình 16 mét trên mực nước biển.

## Lịch sử biến động dân số
| Năm  | Dân số | Mật độ |
| ---- | ------ | ------ |
| 1962 | 184    | -      |
| 1968 | 197    | -      |
| 1975 | 195    | -      |
| 1982 | 211    | -      |
| 1990 | 231    | -      |
| 1999 | 210    | 22/km² |